# Montemayor de Pililla
Montemayor de Pililla és un municipi de la província de Valladolid, a la comunitat autònoma de Castella i Lleó.